# Hour of the Wolf
Az Hour of the Wolf (magyarul: A farkas órája) az azeri–türkmén Elnur Huseynov dala, mellyel Azerbajdzsánt képviselte a 2015-ös Eurovíziós Dalfesztiválon, Bécsben. A dal belső kiválasztás során nyerte el az eurovíziós indulás jogát, és 2015. március 15-én mutatták be nyilvánosan.

## Eurovíziós Dalfesztivál
A dalt az Eurovíziós Dalfesztiválon először a május 21-i második elődöntőben adta elő, fellépési sorrendben tizenegyedikként az Izraelt képviselő Nadav Guedj Golden Boy című dala után, és az Izlandot képviselő Maria Olafs Unbroken című dala előtt. Az elődöntőből a tizedik helyen jutott tovább a május 23-i döntőbe, ahol fellépési sorrendben huszonnegyedikként lépett fel a Grúziát képviselő Nina Sublatti Warrior című dala után, és az Oroszországot képviselő Polina Gagarina A Million Voices című dala előtt. A pontozás során a tizenkettedik helyen végzett 49 ponttal (Csehországtól maximális pontszámot kapott).
A következő azeri induló Samra Miracle című dala volt a 2016-os Eurovíziós Dalfesztiválon.